# Nadanje selo
Nadanje selo este o localitate din comuna Pivka, Slovenia, cu o populație de 104 locuitori.